# Omobono Tenni

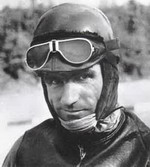
Omobono Tenni

Omobono Tenni (Tirano, 24 juli 1905 – Bern, 30 juni 1948) was een Italiaans motorcoureur die successen beleefde in de jaren twintig en -dertig van de 20e eeuw.
Hij kreeg de bijnaam "Diavolo Nero" (Zwarte Duivel). Het zwarte kwam door zijn haardos (tot enkele centimeters boven de oren geschoren, daarboven een woeste, zwarte haardos die naar alle kanten stak), de duivel door zijn gedurfde rijstijl. Tenni werd meermaals kampioen van Italië en won 47 wedstrijden voor het team van Moto Guzzi. Hij verongelukte tijdens de trainingen voor de Zwitserse Grand Prix van 1948, in hetzelfde weekend dat ook zijn voormalig rivaal Achille Varzi verongelukte.

## Beginjaren
Tomasso Omobono Tenni werd geboren in Tirano in Lombardije. Zijn familie verhuisde in 1920 naar Treviso, waar Omobono als leerling in een werkplaats voor motorfietsen ging werken. In 1924 opende hij zijn eigen zaak en begon hij ook deel te nemen aan races met een GD, een merk dat in de jaren dertig bekend zou worden om zijn goede racemotoren, maar nog niet in 1924. Zijn eerste race was de Circuito del Piave. In hetzelfde jaar won hij zijn eerste wedstrijd. Hij racete in die periode slechts af en toe, als er geld en tijd voor was. In 1927 won hij met zijn GD in Postumia. De GD was een kleine 122 cc tweetakt, maar Tenni versloeg er ook een aantal 175- en 250 cc coureurs mee. Dit was een van de races waarin hij bijnaam van "duivel" eer aan deed. In het volgende jaar won hij dezelfde wedstrijd weer, hoewel hij zijn verloren uitlaatpijp moest vasthouden. De motorfiets moest volgens de reglementen compleet over de finish komen. Tenni moest een paar keer stoppen om een betere greep op zijn uitlaat te krijgen. GD liet hem ook over de grens starten waardoor hij in 1928 derde kon worden in de Zwitserse Grand Prix. Dankzij bijdragen van de leden van zijn raceclub kon hij in 1931 zijn eerste echte racemotorfiets, een 350 cc Velocette, kopen. Hij werd er derde mee in de Italiaanse Grand Prix op het Autodromo Nazionale Monza en hij won de Grand Prix van Rome. In 1930, 1931, 1932 en 1933 startte hij behalve op de Velocette ook op machines van Norton en Miller. In die jaren scoorde hij vijftien overwinningen.

## Moto Guzzi

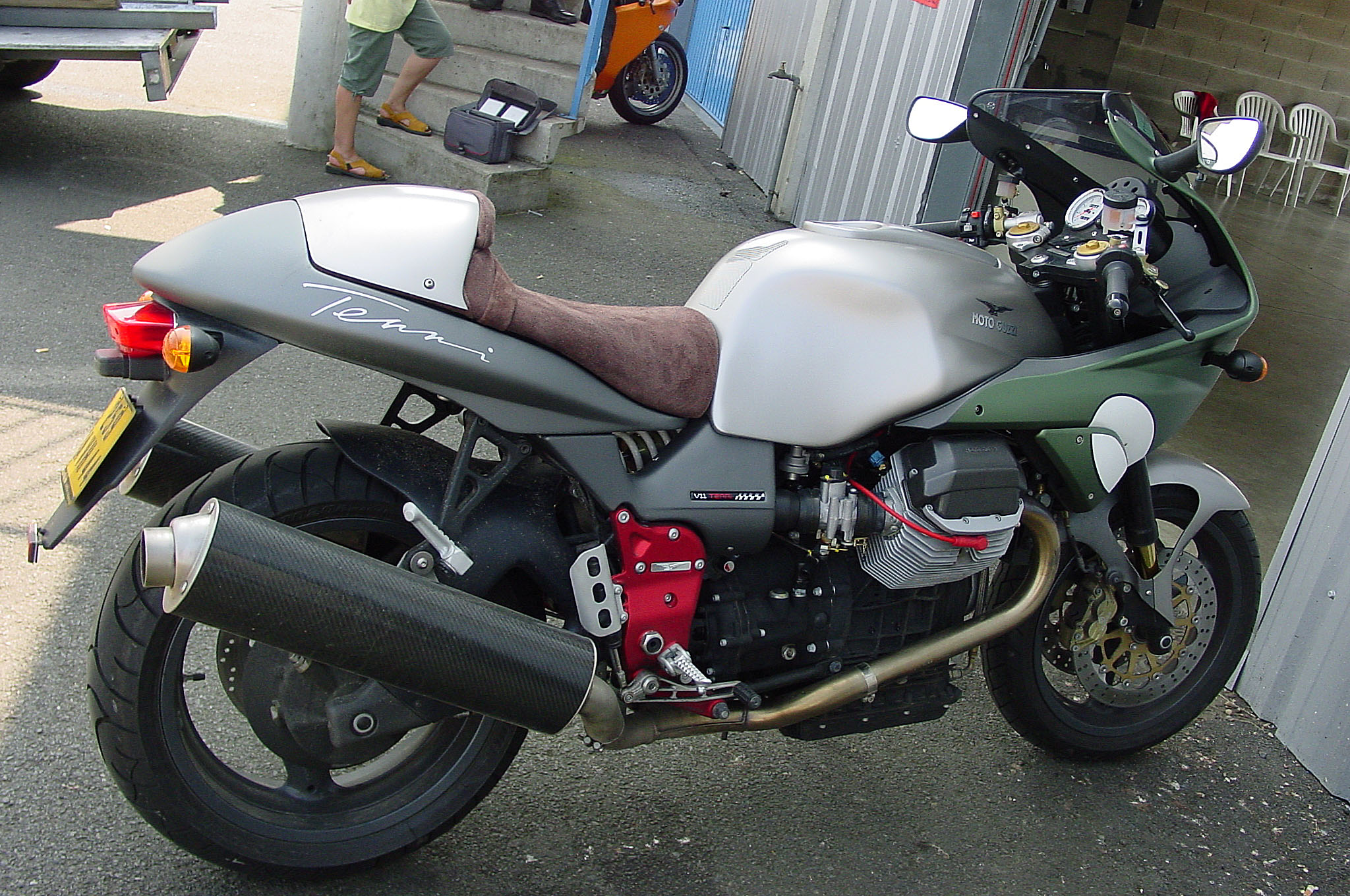
Ter herinnering aan Omobono Tenni bracht Moto Guzzi in 2002 de V 11 Le Mans Tenni uit, in de raceckleuren uit de periode van Tenni

In 1934 werd hij gecontracteerd door Moto Guzzi, dat al sterren als Guido Mentasti (in 1924 de allereerste kampioen van Europa), Pietro Ghersi (tweede, maar gediskwalificeerd bij de TT van Man van 1926) en Terzo Bandini (drievoudig kampioen van Italië) in dienst had. Bovendien kwam de Ier Stanley Woods, die niet meer tevreden was over zijn Nortons, af en toe voor Moto Guzzi rijden. Desondanks werd Tenni met zijn Moto Guzzi Bicilindrica 500 kampioen van Italië en hij won bovendien de Grand Prix de Nations. In 1935 won hij de Milaan - Napels lange-afstandsrace (over openbare wegen) met een gemiddelde snelheid van 107 km per uur. In dat jaar werd de Bicilindrica met zijn nieuwe achtervering getest door Tenni. Moto Guzzi stuurde hem naar de TT van Man als steunrijder voor Stanley Woods. In tegenstelling tot Woods en alle andere Britse coureurs, voor wie Brooklands en Man de enige circuits waren, kende Tenni het 60 km lange circuit niet. Desondanks hield hij in de 250 cc klasse lang de tweede plaats achter Woods, tot hij door een mistbank werd verrast en viel. Hierna haalde Tenni nog een aantal overwinningen en wereldsnelheidsrecords voor Moto Guzzi binnen. Hij had in een groot aantal wedstrijden naam gemaakt als topcoureur, maar vooral de Britse pers benadrukte zijn acrobatische maar roekeloze rijstijl. In die tijd hadden racemotoren twéé zadels. Het "broodje" op het achterspatbord, om zo plat mogelijk te kunnen liggen op snelle stukken, en het zweefzadel om de motor beter te beheersen in bochtige, langzame gedeelten. Tenni maakte bijna nooit gebruik van zijn zweefzadel. In 1937 won hij uiteindelijk de 250 cc ("Junior") TT van Man. Hij werd de eerste niet-Britse winnaar met een niet-Britse motorfiets. Hij reed bovendien de snelste ronde en werd ook 250 cc kampioen van Italië. In hetzelfde jaar werd hij vader van een zoon, die hij naar zijn TT-overwinning noemde: "Titino". Van 1938 tot 1940 had hij veel last van blessures en de Tweede Wereldoorlog betekende een voorlopig einde van alle race-activiteiten. Na de oorlog begon Tenni meteen weer te racen. In 1947 werd hij weer kampioen van Italië, ditmaal in de 500 cc klasse. In de TT van 1948 reed hij de snelste ronde, maar hij moest vertragen wegens ontstekingsproblemen.

## Maserati
Halverwege de jaren dertig kreeg Tenni de gelegenheid om in auto's te racen. Dat was niet ongebruikelijk voor motorcoureurs in die tijd. Beroemde coureurs als Tazio Nuvolari en Achille Varzi hadden dat al eerder gedaan. In 1936 en 1937 reed hij voor Maserati, maar het succes was beperkt: in 1936 won hij zijn klasse in de Mille Miglia en hij werd vijfde in de totaalstand.

## Overlijden
Enkele dagen na de TT van 1948 nam het Moto Guzzi-team deel aan de Grand Prix van Bern. Hoewel het juli was regende het hevig. Tijdens dat weekend vonden zowel motor- als autoraces plaats. Tenni moest tijdens de 250 cc trainingen zowel de eencilinder Albatros als de nieuwe tweecilinder Bicilindrica 250 testen. Hij zou nog niet op volle snelheid rijden, maar alleen een paar inspectieronden maken om te zien hoe de (natte) baan erbij lag. Niemand heeft hem zien vallen, pas toen er een zoektocht werd opgezet omdat hij niet meer langs kwam, werd hij langs de baan gevonden. In de volgende training (voor de auto's) verongelukte Achille Varzi met zijn Alfa Romeo.

## Anekdotes
Tenni was, ondanks het ontbreken van aandacht in de pers voor de motorsport, bekend bij elke Italiaan. Er doen een aantal anekdotes over hem de ronde, die wellicht in de loop der jaren wat aangedikt zijn.

### Vingerkootjes
Tijdens de Circuito del Lario, een van de populaire Italiaanse lange-afstandsraces, moest Tenni vroeg starten. De race werd over de openbare weg gereden, en hij moest uitwijken voor een boerenwagen. Hij viel in een sloot en werd daar na een zoektocht half bewusteloos gevonden, zoekend in het gras naar een paar vingerkootjes, waarvan hij dacht dat een arts ze er vast wel weer aan kon zetten.

### TT van Man 1935
Toen Tenni in 1935 naar het eiland Man werd gestuurd om Stanley Woods te ondersteunen tijdens de TT, raakte hij tijdens de training naast de weg en reed opnieuw een sloot in. Hij reed enkele tientallen meters door de sloot en kwam toen weer de baan op. Na de training verklaarde hij dat hij wel eerder de weg op had kunnen sturen, maar nu hij er toch was kon hij meteen zien hoe de machine zich in het terrein gedroeg. Zijn Britse collega Walter Rusk, die een tijdje achter hem had gereden, verklaarde dat Tenni zó dicht langs de hoge wegkanten reed, dat zijn stuur brokken aarde uit het talud scheurde.

### TT van Man 1948
In deze wedstrijd viel Tenni terug met ontstekingsproblemen, maar een Britse reporter verklaarde dat hij "met zijn schouders langs de muren" had gereden.